# Architektura procesoru
Procesor (CPU – Central Processing Unit) jakožto elektronický obvod (složený z velkého množství součástek – převážně tranzistorů) je umístěn na křemíkové destičce – CPU je vlastně složitý integrovaný obvod. Jeho popularita vzrostla hlavně díky výpočetní technice (počítače, notebooky, ale i chytré mobilní telefony), dnes se s nimi však můžeme setkat třeba i v pračce či ledničce.
Procesor zpracovává informace (instrukce) v podobě strojového kódu a procesory s obdobnou strukturou jádra, které zároveň zpracovávají shodný strojový kód, mají stejnou architekturu.

## Vnitřní architektura
Podle vnitřního uspořádání dělíme procesory na RISC a CISC lišící se počtem instrukcí, které procesor umí vykonávat. Současné procesory Intel, nebo ty, které jsou s nimi kompatibilní, jsou vnitřně RISC, ač uvnitř vlastně probíhají složité CISC instrukce. Dále dovedou měnit, resp. aktualizovat, svůj řídící mikrokód.
Architektura jde ruku v ruce s instrukční sadou a její délkou, jež díky překotnému vývoji roste. Jednodušší procesory dodnes používané jsou 8bitové a naopak na vrcholu jsou dnes 64bitové, používané hlavně ve výkonnějších výpočetních strojích a serverech.

## Nejdůležitější architektury procesorů
Tyto architektury lze rozdělit do několika skupin – podle použití a s tím související složitostí architektury.

### 1/ Malé architektury – nejstarší
- PDP-11
- VAX (který ovšem je zdokonalený předchozí)
- AP-101 (tato architektura byla použita pro řízení raketoplánu)
- UNIVAC I, UNIVAC II
- Super H (vyvíjen stejnojmennou firmou)

### 2/ Mikročipová architektura
- Intel 8051
- AVR
- PIC
- ARM Cortex M
- Zilog Z8
- MIPS M4K, M14K

### 3/ PC architektura
- Power PC
- x86 (používající 32bitovou instrukci)
- x64 (používající 64bitovou instrukci)
- Zilog Z80
- Motorola: 6800, 6809 a 68000
- MOS Technology 6502
- Loonsong (vyvíjený na univerzitě v Číně, Instrukční sada MIPS)

### 4/ Architektura serverů a někdy i PC
- LEON
- SPARC
- MIPS
- PA-RISC (vyvíjen firmou Hewlett Packard)
- Advanced RISC
- Alpha (vyvíjen firmou DEC)
- Acron
- S ARM